# Каролингска империя
Каролингската империя е голяма франкска империя в Западна и Централна Европа през Ранното Средновековие. Управлявана е от династията на Каролингите, която управлява франките от 751 г. и лангобардите от 774 г. През 800 г. франкският крал Карл Велики е коронован като император в Рим от папа Лъв III в опит да прехвърли Римската империя от изток на запад. Каролингската империя се счита за първия етап в историята на Свещената Римска империя, която съществува до 1806 г.
След гражданската война (840 – 843), последвала смъртта на император Лудвиг Благочестиви, империята е разделена на автономни кралства, като един от кралете все още се счита за император, но той вече упражнява ограничена власт извън собственото си кралство. Целостта на империята и наследственото право на Каролингите продължават да се признават. През 884 г. Карл Дебели обединява всички каролингски кралства за последен път, но умира през 888 г., след което империята веднага се разпада. Единственият останал законен наследник на династията е дете, поради което благородничеството започва да избира местни крале извън династията или в случая на Източнофранкското кралство – нелегитимен член на Каролингите. Нелегитимната династията продължава да управлява на изток до 911 г., докато в Западнофранкското кралство управлението на легитимната династия е възстановено през 898 г. и управлява до 987 г. (с прекъсване от 822 до 836 г.).
Размерът на империята в началото ѝ е около 1 112 000 km2 и наброява 10 – 20 милиона души. Сърцевината ѝ е Франкия, земята между Лоара и Рейн, където се намира и символичната ѝ столица, Аахен. На юг достига отвъд Пиренеите и граничи с Кордовския емират, а след 824 г. с Кралство Навара, на север граничи с Дания, на запад има къса граница с Херцогство Бретан, а на изток има дълга граница със славяните и аварите. В южната част на Италия претенциите на Каролингите за власт са оспорвани от Византийската империя и остатъците от Лангобардското кралство в Херцогство Беневенто.
Наименованието „Каролингска империя“ е съвременна конструкция, която не се е използва в миналото. Официалният език в империята е латинският. Най-често е била наричана „Цялото кралство“ (на латински: Universum regnum), „Империя на римляни и франки“ (на латински: Romanorum sive Francorum imperium) или „Християнска империя“ (на латински: Imperium christianum).

## История

### Възход на Каролингите (ок.732 – 768)
Макар Карл Мартел да решава да не приеме титлата крал или император, той на практика е абсолютен монарх над всичките земи в Западна Европа северно от Пиренеите. Само останалите саксонски държави, които частично покорява (Ломбардия и Испанската марка), са по-значителни допълнения към франкските държави след смъртта му.
Мартел укрепва мястото си в историята с отбраната на християнска Европа срещу мюсюлманската армия в битката при Поатие през 732 г. Иберийските сарацини използват леките берберски коне заедно с тежката арабска кавалерия, създавайки впечатляваща армия, която почти никога не е била побеждавана. Християнските европейски сили същевременно не разполагат със стремена на конете си. След битката Карл получава прозвището Карл Чука.
Пипин III приема номинацията за крал от папа Захарий през 741 г. Управлението на Карл Велики настъпва през 768 г. със смъртта на Пипин III. Той поема пълен контрол над кралството след смъртта на брат си Карломан I, с когото споделя кралството на баща си. Карл Велики е коронован като римски император през 800 г.

### Управление на Карл Велики (768 – 814)
Каролингската империя при Карл Велики покрива по-голямата част от Западна Европа. За разлика от римляните, които тръгват срещу Магна Германия отвъд Рейн след катастрофата в Тевтобургската гора през 9 г., Карл Велики побеждава германската съпротива и разширява държавата си до Елба, влияейки на събитията почти до Евразийската степ.
Управлението на Карл Велики е белязано от почти непрестанна война. Много от кампаниите си води лично. Побеждава Лангобардското кралство през 774 г. и го анексира към своето, самопровъзгласявайки се за крал на лангобардите. По-късно предвожда неуспешна кампания в Испания през 778 г., завършила с битката при Ронсевал, която се смята за най-голямото поражение на Карл Велики. След това разширява държавата си към Бавария, като принуждава Тасило III да се откаже от всякакви претенции към властта през 794 година. Карл Велики изпраща сина си Пипин на война срещу панонските авари през 795 г., тъй като е зает със саксонските въстания. В крайна сметка аварската конфедерация се разпада през 803 г., след като Карл Велики изпраща баварска армия в Панония. Той завладява и саксонски територии след войни и въстания през периода 772 – 804 г., като накрая се опитва да подчини саксонците чрез т.нар. Саксонска правда през 802 г.
До смъртта на Карл Велики, империята е разделена между различните членове на династията на Каролингите. Сред тях са Карл Млади, който получава Неустрия, Лудвиг Благочестиви, който получава Аквитания и Пипин, който получава Италия. Пипин умира с незаконен син, Бернард, през 810 г., а Карл Млади умира без наследник през 811 г. Макар Бернард да наследява Пипин като крал на Италия, Лудвиг става съимператор през 813 г., а след смъртта на Карл Велики през зимата на 814 г. цялата империята става негова.

### Управление на Лудвиг Благочестиви и гражданска война (814 – 843)
Възкачването на Лудвиг Благочестиви на престола е неочаквано, тъй като е трети син на Карл Велики. Въпреки че управлението му е засенчвано от динамична борба и гражданска война, той е силно заинтересован от религията, на което се дължи и прозвището му. Едно от първите неща, които прави, е да „управлява народа чрез закона и с богатството на своето благочестие“, в частност като възстановява църкви. Полага значителни усилия да възстанови много от манастирите, които са изчезнали преди управлението му, както и да спонсорира нови такива.
При управлението на Лудвиг Благочестиви липсва сигурност – той често се бори, за да поддържа контрол над империята. Щом научава за смъртта на Карл Велики, той незабавно заминава за Аахен, откъдето изпраща в изгнание много от доверените съветници на баща си, тъй като вижда в тях конкуренция и заплаха за властта си. Принудителното замонашване е тактика, която Лудвиг използва често в началото на управлението си, за да подсили позицията си и да елиминира потенциалните си съперници. През 817 г. племенникът му Бернард въстава срещу него, поради недоволство че е васал на Лотар I – най-големия син на Лудвиг. Въстанието бързо е потушено от Лудвиг и през 818 г. Бернард е заловен и наказан – смъртната му присъда е заменена с ослепяване. Но процедурата е извършена по такъв начин, че той умира два дни по-късно. Италия отново е подчинена на империята. През 822 г. показното покаяние на Лудвиг относно смъртта на Бернард значително уронва престижа му като император пред благородничеството. Независимо от това през 817 г. Лудвиг установява три нови кралства за синовете от първия си брак: Лотар става крал на Италия и съимператор, Пипин става крал на Аквитания, а Лудвиг Немски получава Бавария. Опитите му от 823 г. да включи и четвъртия си син (от втория си брак) Карл II Плешиви в завещанието си са посрещнати със съпротива от най-големите му синове. Докато това е част от причината за раздорите между синовете на Лудвиг, някои историци предполагат, че назначаването на Бернар Септимански за камерхер предизвиква недоволството на Лотар, тъй като губи правото си на съимператорство през 829 г. и е изгонен от Италия, докато Бернар става втори в страната след императора. Влиянието на Бернар не само върху императора, но и върху императрицата води до още по-голям раздор сред благородничеството. Вторият син на Лудвиг, Пипин, също е недоволен – той е въвлечен в неуспешна военна кампания през 827 г. и е изморен от надменното вмешателство на баща си в управлението на Аквитания. Ядосаното благородничество предлага подкрепата си на Пипин, с което избухва гражданска война през 830 г. Последните години от управлението на Лудвиг са белязани от гражданската война.
Малко след Великден, синовете на Лудвиг нападат империята му и го детронират в полза на Лотар. Лудвиг прекарва лятото арестуван от сина си, оставайки само символично император. На следващата година Лудвиг напада кралствата на синовете си, след като съставя нови планове за наследство. Лудвиг дава Неустрия на Пипин, лишава Лотар от императорската му титла и поверява Италия на Карл. Още една подялба през 832 г. напълно лишава Пипин и Лудвиг Немски от власт, което ги кара да въстанат още през същата година, следвани от Лотар през 833 г. Заедно те хвърлят в затвора Лудвиг Благочестиви и Карл. Лотар довежда папа Григорий IV от Рим под претекст да посредничи, но действителната му цел е да легитимира управлението на Лотар и братята му като отлъчи Лудвиг. Към 835 г. е постигнат мир в семейството, а Лудвиг е възстановен на императорския трон в Мецката катедрала. Когато Пипин умира през 838 г., Лудвиг коронова Карл за крал на Аквитания, докато благородничеството избира сина на Пипин, Пипин II. Спорът остава неразрешен до 860 г., когато Пипин умира. Когато Лудвиг Благочестиви умира през 840 г., Лотар се самопровъзгласява за владетел на цялата империя, независимо от поделбите.
Впоследствие Карл и Лудвиг Немски обявяват война на Лотар. След като губи битката при Фонтеноа през 841 г., Лотар се оттегля в столицата си Аахен и сформира нова армия, която обаче е по-слаба от тази на по-малките му братя. В Страсбургските клетви от 842 г., Карл и Лудвиг се съгласяват да обявят Лотар за неспособен да управлява от императорския трон. Това бележи подялбата на империята между тях на източна и западна част до Вердюнския договор. Страсбургските клетви се считат за крайъгълен камък в европейската история, символизирайки зараждането на Франция и Германия. Разделянето на Каролингската империя е формализирано през 843 г. от тримата синове на Лудвиг Благочестиви чрез Вердюнския договор.

### След Вердюнския договор (843 – 877)
Лотар получава титлата на император, става крал на Италия и получава територията между реките Рейн и Рона, често наричана с общото название Среднофранкско кралство. Лудвиг получава всички земи източно от Рейн и на север и изток от Италия, наричани общо Източнофранкско кралство (предшественик на съвременната държава Германия). Карл получава всички земи западно от Рона, познати под името Западнофранкско кралство.
Лотар се оттегля в Италия в полза на най-големия си син Лудвиг II през 844 г., провъзгласявайки го за съимператор през 850 година. Лотар умира през 855 г., разделяйки кралството си на три части: територията на Лудвиг II остава негова, земите на бившето кралство Бургундия става владение на третия му син, Карл, а останалата територия е отдадена на втория му син, Лотар II, при чието управление тя започва да бъде наричана Лотарингия.
Лудвиг II е недоволен, че не е получил повече територии след смъртта на баща си, поради което през 858 г. се съюзява с чичо си Лудвиг Немски срещу по-големия си брат Лотар и чичо си Карл II Плешиви. Скоро след това се помирява с тях. Карл е толкова нехаресван от поданиците си, че не може да състави достатъчно голяма армия, за да отблъсне нахлуване, и се оттегля в Бургундия. Спасен е от епископите, които отказват да короноват Лудвиг Немски за крал. През 860 г. Карл II Плешиви напада Карл в Бургундия, но атаката му е отблъсната. Лотар II отстъпва земи на Лудвиг II през 862 г. в замяна на поддръжка по време на развода с жена си, което води до многократни конфликти с чичовците му и с папата. Карл умира през 863 г., а кралството му е наследено от Лудвиг II.
Лотар II умира през 869 г. без законни наследници, а кралството му е поделено между Карл II Плешиви и Лудвиг Немски на следващата година чрез Меерсенския договор. Междувременно Лудвиг Немски е замесен в спорове с тримата си синове. Лудвиг II умира през 875 г., след като определя Карломан, най-големия син на Лудвиг Немски, за свой наследник. Карл II Плешиви, подкрепян от папата, е коронован за крал на Италия и свещеноримски император. На следващата година Лудвиг Немски умира. Карл се опитва да анексира и неговите владения, но претърпява поражение при Андернах и Източнофранкското кралство е поделено между Карломан, Лудвиг III Младши и Карл Дебели.

### Упадък (877 – 888)
Империята след смъртта на Карл II Плешиви попада под ударите на викингите на север и запад, а също така е изправена пред вътрешни борби от Италия до Прибалтика, от Унгария на изток го Аквитания на запад. Карл II Плешиви умира през 877 г., докато пресича прохода Мон Сени. Наследен е от сина си Луи II като крал на западните франки, но титлата свещеноримски император отпада. Луи II е физически слаб и намира смъртта си две години по-късно, а владенията му са поделени между двамата му най-големи синове: Луи III (получил Неустрия и Франкия) и Карломан II (получил Аквитания и Бургундия). Кралство Италия най-накрая е дадено на Карломан, но инсулт го принуждава да повери Италия на Карл Дебели, а Бавария – на Лудвиг III Младши. През 879 г. Бозон Виенски основава кралство Долна Бургундия в Прованс.
През 881 г. Карл Дебели е коронован като свещеноримски император. Лудвиг III Младши умира на следващата година. Саксония и Бавария се обединени от властта на Карл Дебели, докато Франкия и Неустрия стават владение на Карломан II, който покорява и Долна Бургундия. Карломан умира по време на ловен инцидент през 884 г. след бурно и неефективно управление, а земите му са наследени от Карл Дебели, който пресъздава империята на Карл Велики.
Карл Дебели, страдайки вероятно от епилепсия, не успява да защити кралството си от викингското нашествие и след като изкупва изтеглянето им от Париж през 886 г., започва да бъде възприеман като страхлив и некомпетентен лидер. На следващата година племенникът му Арнулф Каринтийски, незаконен син на Карломан, обявява въстание. Вместо да потушава въстанието обаче Карл Дебели избягва в селцето Найдинген, където умира на следващата (888 г.), оставяйки разделена държава и бъркотия за наследството.

### Подялба (887 – 888)
Каролингската империя е поделена: Арнулф поема контрол над Каринтия, Бавария, Лотарингия и днешните територии на Германия, Одо от Париж е избран за крал на Западна Франкия (днес Франция), Ранулф II става крал на Аквитания, Беренгар I получава Италия, Рудолф I поема контрола над Горна Бургундия, а Долна Бургундия става владение на Лудвиг III Слепи.